# Jacques Chaban-Delmas
Jacques Chaban-Delmas (ur. 7 marca 1915 w Paryżu jako Jacques Delmas, zm. 10 listopada 2000 tamże) – francuski polityk, uczestnik ruchu oporu w okresie II wojny światowej, generał brygady. Działacz ugrupowań gaullistowskich, długoletni mer Bordeaux i deputowany, minister w różnych resortach, trzykrotnie przewodniczący Zgromadzenia Narodowego, w latach 1969–1972 premier Francji.

## Życiorys
W młodości grał zawodowo w rugby i tenisa. Kształcił się w Lycée Lakanal w Sceaux, po ukończeniu tej szkoły od 1933 pracował jako dziennikarz prasowy. Kontynuował jednocześnie naukę, w 1937 został absolwentem École libre des sciences politiques, a rok później ukończył prawo na Uniwersytecie Paryskim. Uzyskał magisterium z ekonomii politycznej oraz z prawa publicznego. W 1939 ukończył uczelnię wojskową École spéciale militaire de Saint-Cyr, otrzymując stopień podporucznika.
Uczestnik kampanii francuskiej z 1940. Po demobilizacji podjął nieudaną próbę przedostania się do Wielkiej Brytanii. Zaczął działać we francuskim ruchu oporu, należał do tajnej siatki wywiadowczej „Hector”. Używał konspiracyjnych pseudonimów: głównie „Lakanal” i następnie „Chaban” (ten ostatni po wojnie włączył do swojego nazwiska). Nawiązał współpracę z rządem Wolnej Francji, był członkiem delegatury wojskowej rządu, zastępcą delegata wojskowego, a od maja 1944 delegatem wojskowym. Odpowiadał za przekazywanie rozkazów generała Marie Pierre’a Kœniga z dowództwa alianckiego do ruchu oporu oraz za ich realizację. Również w 1944 awansowany na generała brygady. Pod koniec lipca tegoż roku znalazł się w Londynie, w sierpniu przerzucony do Francji. W tym samym miesiącu był jednym z dowódców powstania paryskiego, które zakończyło się wyzwoleniem francuskiej stolicy.
Wszedł następnie w skład gabinetu ministra wojny, gdzie odpowiadał m.in. za misję łącznikową i inspekcję. Od 1945 urzędnik administracji finansowej, od tegoż roku do 1946 pełnił funkcję sekretarza generalnego ministerstwa informacji. Początkowo działał w ugrupowaniu radykałów, jednak w 1947 związał się ze środowiskiem gaullistów. Od tego czasu należał do kolejnych formacji tworzonych przez środowisko skupione wokół Charles’a de Gaulle’a lub odwołujące się do gaullizmu. Działał w Rassemblement du peuple français, Républicains sociaux, Union pour la nouvelle République, Unii Demokratów na rzecz Republiki i Zgromadzeniu na rzecz Republiki. Od 1954 do 1958 był sekretarzem generalnym gaullistowskiego stronnictwa URAS.
W 1946 uzyskał mandat posła do Zgromadzenia Narodowego I kadencji IV Republiki Francuskiej. Z powodzeniem ubiegał się o reelekcję na II i III kadencję (w 1951 i 1956). W 1958 wybrany w skład Zgromadzenia Narodowego I kadencji V Republiki Francuskiej. Mandat utrzymywał w dziewięciu kolejnych wyborach w 1962, 1967, 1968, 1973, 1978, 1981, 1986, 1988 i 1993. W 1947 został wybrany na mera Bordeaux, urząd ten sprawował nieprzerwanie do 1995.
Pełnił również różne funkcje rządowe. Był ministrem robót publicznych, transportu i turystyki (od czerwca do sierpnia 1954 i od września 1954 do lutego 1955), pełniącym obowiązki ministra do spraw mieszkalnictwa i odbudowy (od września do listopada 1954), ministrem stanu (od lutego 1956 do czerwca 1957) oraz ministrem obrony (od listopada 1957 do maja 1958). W grudniu 1958 wybrany na przewodniczącego Zgromadzenia Narodowego I kadencji, na czele niższej izby parlamentu stał do czerwca 1969. W czerwcu 1969 nowo zaprzysiężony prezydent Georges Pompidou powierzył mu stanowisko premiera. Stojąc na czele rządu, uchodził za zwolennika pewnej współpracy z lewicą. Odszedł z urzędu w lipcu 1972, powodem były różnice zdań między nim a prezydentem oraz spory wewnątrz Unii Demokratów na rzecz Republiki.
Po śmierci Georges’a Pompidou w 1974 został kandydatem gaullistów na prezydenta. Część tego środowiska odmówiła jednak jego poparcia – 43 parlamentarzystów pod przywództwem Jacques’a Chiraca podpisało petycję nawołującą do poparcia kandydatury reprezentującego środowisko republikanów Valéry’ego Giscarda d’Estainga, który ostatecznie zwyciężył w tych wyborach. Były premier zajął trzecie miejsce w pierwszej turze, otrzymując 15,1% głosów.
Jacques Chaban-Delmas pozostał aktywny we francuskiej polityce. Kontynuował działalność parlamentarną oraz samorządową. Pełnił dwukrotnie funkcję przewodniczącego rady regionalnej Akwitanii (1974–1979 i 1985–1988). Od kwietnia 1978 do maja 1981 i od kwietnia 1986 do czerwca 1988 ponownie był przewodniczącym Zgromadzenia Narodowego.
W 1995 nie ubiegał się o urząd mera, który przejął po nim Alain Juppé. Dwa lata później odszedł z francuskiego parlamentu, kończąc swoją wieloletnią polityczną aktywność. Zmarł 10 listopada 2000 w Paryżu. Po oficjalnych uroczystościach pogrzebowych, które odbyły się w Dôme des Invalides, został pochowany w miejscowości Ascain.

## Awanse
- aspirant
- podporucznik – 1939
- generał brygady – 1944

## Odznaczenia, wyróżnienia i upamiętnienie
- Komandor Orderu Narodowego Legii Honorowej (Francja)
- Order Wyzwolenia (Francja)
- Krzyż Wojenny (Francja)
- Médaille de la Résistance avec Rosette (Francja)
- Commander Legii Zasługi (USA)
- Komandor Orderu Leopolda II (Belgia)
- Krzyż Srebrny Orderu Virtuti Militari (Polska)
- Komandor Orderu Izabeli Katolickiej (Hiszpania)
- Order Jugosłowiańskiej Gwiazdy I klasy (Jugosławia)
- Odznaka Honorowa za Zasługi dla Republiki Austrii (Austria)[9]
- Honorowy przewodniczący Zgromadzenia Narodowego (1996)[3]
- Patron stadionu piłkarskiego klubu Girondins Bordeaux